# Sekretar' obkoma
Sekretar' obkoma (Секретарь обкома) è un film del 1963 diretto da Vladimir Aleksandrovič Čebotarёv.